# Platja de la Roca Grossa
La platja de la Roca Grossa, o platja de la Cabra, és una platja no urbana de la costa del Maresme, situada a cavall dels municipis de Sant Pol de Mar i Calella (Maresme), entre la platja del Morer i la platja de les Roques, a la desembocadura del torrent de la Cabra. Té una longitud de 130 m i una amplada de 28 m de sorra de gruix mitjà. Està flanquejada per penya-segats i compta amb una zona en la qual se sol practicar el nudisme. Hi ha un aparcament al mirador que hi ha a la carretera N-II.